# Lim Ying-Teng
Lim Ying-Teng es un deportista taiwanés que compitió en taekwondo. Ganó una medalla de bronce en el Campeonato Mundial de Taekwondo de 1975 en la categoría de +80 kg.

## Palmarés internacional
| Representando a China Taipéi |                      |                   |           |
| Campeonato Mundial           |                      |                   |           |
| Año                          | Lugar                | Medalla           | Categoría |
| 1975                         | Seúl (Corea del Sur) | Medalla de bronce | +80 kg    |